# Sphaerichthys acrostoma
Сферихт акростома (Sphaerichthys acrostoma) або бронзовий сферихт — тропічний вид лабіринтових риб з родини осфронемових (Osphronemidae).
Водиться в басейні річки Ментая (індонез. Sungai Mentaya) в індонезійській частині острова Калімантан. Зустрічається в неглибоких водоймах з глиняним дном, вода в яких через наявність гумінових кислот має інтенсивне коричневе забарвлення, показник pH в межах 5,0-7,5, а твердість 4-8°dH і навіть нижче.
Максимальна довжина риб до 70 мм. Тіло більш видовжене, ніж у шоколадного гурамі (Sphaerichthys osphromenoides). Унікальний малюнок на тілі не дозволяє цей вид сплутати з іншими представниками роду. Основне забарвлення бронзового кольору зі слабким сітчастим малюнком, що утворюється облямівкою луски, плавці темні, горло світле. Самці у задній частині тіла мають світлу горизонтальну смужку, що супроводжується знизу темною лінією. Самки забарвлені більш виразно, в нижній передній частині тіла вони мають декілька темних вертикальних смужок, на горлі та непарних плавцях присутні червоні кольори. Від кінчика рила через очі й до краю зябрових кришок проходять дві вишнево-чорних смужки. Самці мають вигин на горлі, утворений складками шкіри, що можуть розширюватись і утворювати горловий мішок, в якому відбувається інкубація ікри. У самки лінія горла рівна. Формула плавців: D VI/9, A IX/20, V I/5, C 14. У бічній лінії 28 (+2) луски.
В акваріумах цих риб тримають дуже рідко. Їх слід забезпечити водою необхідної якості.
Плодючість до 100 ікринок. Самець виношує ікру в роті. 